# Lycopus angustifolius
Lycopus angustifolius är en kransblommig växtart som beskrevs av Stephen Elliott. Lycopus angustifolius ingår i släktet strandklor, och familjen kransblommiga växter. Inga underarter finns listade i Catalogue of Life.